# Grand Theft Auto: Vice City Stories
Grand Theft Auto: Vice City Stories (kurz GTA:VCS) ist das achte Spiel der Grand-Theft-Auto-Reihe. Der Nachfolger von Grand Theft Auto: Liberty City Stories ist am 30. Oktober 2006 in Nordamerika und am 10. November 2006 in Europa für die PSP erschienen. Die Veröffentlichung für die PlayStation 2 erfolgte am 9. März 2007. Das Spiel spielt 1984 zwei Jahre vor den Ereignissen in GTA: Vice City. Die Spielfigur Victor „Vic“ Vance ist der Bruder von Lance Vance, der aus GTA: Vice City bekannt ist. Die EU-Version des Spiels wurde im November 2007 für PlayStation 2 von der Bundesprüfstelle für jugendgefährdende Medien indiziert, im Oktober 2015 jedoch wieder von diesem gestrichen.

## Handlung
Vice City (angelehnt an Miami) im Jahr 1984: Victor Vance ist zu Beginn des Spiels Soldat und erledigt für seinen Vorgesetzten Sergeant Jerry Martinez ein paar kleinere und kriminelle Tätigkeiten. Diese werden zu seinem Verhängnis, als er mit einer Prostituierten, die er für den Sergeant abholen sollte, im Auto bei der Einfahrt in die Kaserne angehalten wird und unter seinem Bett zudem noch Drogen entdeckt wurden, die Vic für Martinez verstecken sollte. Unehrenhaft aus der Armee entlassen, führt er zunächst weitere illegale Tätigkeiten für einen anderen Auftraggeber aus.
Durch die Ermordung eines anderen Auftraggebers namens Marty J. Williams nimmt er schließlich dessen Geschäfte an und baut von nun an mit seinem Bruder Lance an ein eigenes Imperium, das auf geschäftlichen Tätigkeiten wie Schutzgelderpressung, Prostitution, Schmuggel (im Spiel eigentlich Kokainschmuggel), Drogenhandel, Raub etc. aufbaut.
Nach der Übernahme mehrerer Geschäfte in der Stadt überfallen die Vance-Brüder aus dem Hinterhalt einen Drogen-Deal zwischen Martinez’ Männern und den Mendez-Brüdern Diego und Armando, Anführer des mächtigsten Kokainkartells Vice Citys, und stehlen ihre Lieferwagen. Bei einer spektakulären Verfolgungsjagd schaffen es die Vance-Brüder noch auf die östliche Insel von Vice City. Vic und Lance entscheiden sich dann, für die Mendez-Brüder zu arbeiten und erweitern weiterhin ihren Einfluss. Zuerst erschien es so, als ob die Mendez-Brüder ein Bündnis mit den Vance-Brüdern wollen, aber es kommt anders. Die Mendez-Brüder bieten einen Deal an: Lance und Victor überschreiben alle Betriebe ihnen oder sie werden getötet. Victor lehnt lautstark ab und es kommt zu mehreren Entführungen und blutigen Gefechten. Vic tötet schließlich Armando Mendez. Im Finale tötet er in einem Showdown Martinez und Diego Mendez. Mit ihrem Drogengeld verlassen die Vance-Brüder für kurze Zeit Vice City.
In der Handlung gibt es zwischendurch noch diverse andere Auftraggeber, darunter wenige Bekannte aus GTA: Vice City.

## Spielprinzip

### Allgemein
Hauptsächlich besteht das Spiel aus einer Kombination aus Schieß- und Fahrsequenzen. Die Aufgaben für den Spieler lassen sich in drei Kategorien aufteilen: Hauptmissionen, Nebenmissionen und freies Spielen.
Sowohl in den Missionen als auch außerhalb reagiert die Polizei auf kriminelle Taten des Spielers. Je mehr Verbrechen der Spieler begeht, desto mehr Polizisten und andere Einheiten nehmen die Verfolgung des Spielers auf.
Die Hauptmissionen bilden die Handlung des Spiels und haben daher eine zeitliche Reihenfolge. Hierzu muss der Spieler verschiedene Auftraggeber in der Spielwelt aufsuchen. In der folgenden kurzen Zwischensequenz wird die Handlung fortgeführt und das zu lösende Problem geschildert. Der Spieler muss anschließend mit Waffen und/oder Fahrzeugen, die er in der Spielwelt findet oder bereits gefunden hat, die Mission lösen. Die Hauptmissionen sind im Vergleich zum Vorgänger einfacher gestaltet, da das Spiel erst nur für die PlayStation Portable erschienen ist und daher auch „zwischendurch“ spielbar sein musste, ähnlich wie in GTA: Liberty City Stories. Das macht sich in der Länge der Missionen und in der Einfachheit, mit der gegnerische Fahrzeuge oder Personen eliminiert werden können, bemerkbar.
Anders als in den Vorgängern ist es bei GTA:VCS möglich, nach einer Festnahme oder Krankenhausaufenthalt alle verlorenen Waffen zurückzubekommen. Dazu muss der Spieler jedoch eine größere Summe vor der Polizeistation oder dem Krankenhaus bezahlen. Zusätzlich bietet das Spiel die Möglichkeit, die erste Fahrt innerhalb einer Mission zu überspringen, wenn eine Mission ein zweites Mal angefangen wird.
Die Spielfigur ist in der Lage, für eine begrenzte Zeit zu schwimmen, jedoch nicht zu tauchen. Dennoch ist es im Gegensatz zu GTA:SA nicht möglich, gesperrte Gebiete zu betreten, da diese Gebiete auch im Wasser durch unsichtbare Barrieren umgeben sind. Wie im Vorgänger kann die Kleidung der Spielfigur im Versteck gewechselt werden.
Man kann zwar Geschäfte bzw. das Grundstück eines Geschäfts als Immobilie kaufen, dafür aber im Gegensatz zu GTA: Vice City und GTA: San Andreas keine Verstecke zusätzlich mehr erwerben. Stattdessen bekommt der Spieler ein paar Verstecke im Verlaufe des Spiels „geschenkt“, wie schon in GTA: Liberty City Stories.

### Nebenmissionen
Nebenmission sind nicht Teil der Handlung und können daher jederzeit durchgeführt werden. Die übliche Sammelaktion besteht diesmal aus dem Abschießen von 99 roten Luftballons (in Anspielung des 80er Jahre Hits 99 Luftballons von Nena). Eine weitere Missionsart, die Monsterstunts, erfordern die Durchführung von weiten Sprüngen mit Fahrzeugen. Beide Missionsarten müssen nicht vollständig erledigt werden und können daher unterbrochen und später fortgesetzt werden. Andere Missionen dagegen wie die Feuerwehr-, Polizei- oder Krankenwagen-Missionen können nicht unterbrochen werden. Es müssen dabei eine bestimmte Anzahl von gleichen Aufgaben, wie z. B. das Löschen von Bränden oder das Töten von Verbrechern, durchgeführt werden.

#### Aufbau eines Imperiums
Ähnlich wie in GTA: Vice City können Geschäfte übernommen werden. Die Geschäfte bieten zunächst den Vorteil, dass dort das Spiel gespeichert werden kann. Zusätzlich kann durch den Ausbau der Geschäfte Geld verdient werden.
Zur Übernahme eines Geschäfts müssen die aktuellen Beschützer aus einer Gang (ähnlich wie im Spiel Der Pate) angegriffen und getötet werden. Auch die Inneneinrichtung muss danach vom Spieler zerstört werden. Anschließend kann das Geschäftsfeld sowie die Größe des Geschäfts bestimmt werden, wobei der Ausbau Geld kostet. Je nach Größe, Geschäftsfeld und Lage des Geschäfts erhält der Spieler täglich unterschiedlich hohe Einnahmen, die direkt auf das Konto des Spielers addiert werden (im Gegensatz zu den früheren Teilen, wo man das Geld noch selber beim Betrieb abholen musste). Für jedes Geschäft können noch eine bestimmte Anzahl von speziellen Missionen durchgeführt werden. Sind diese Missionen durchgeführt, wirkt sich das steigernd auf den „Ruf“ des Spielers und damit auf die Einnahmen aus.
Geschäfte werden durch gegnerische Gangs angegriffen und müssen vom Spieler verteidigt werden. Der Ablauf dieser Prozedur ähnelt den Bandenkriegen aus GTA: San Andreas.

### Sonstiges
Das Spiel folgt dem Open-World-Prinzip, und daher ist der Spieler nicht gezwungen sich den Missionen zuzuwenden. Die Spielwelt bietet diverse Beschäftigungsmöglichkeiten. Beispielsweise kann der Spieler absichtlich Verbrechen begehen, um eine Verfolgung durch die Polizei zu erreichen oder einfach nur die Spielwelt erkunden.
Die Stadt selbst ist die gleiche, die man aus dem Spiel GTA: Vice City kennt. Da die Handlung vor GTA: Vice City spielt, sind einige Details verändert. Beispielsweise ist das Autohaus „Sunshine Autos“ noch ein kleines Geschäft und die aus GTA: Vice City bekannte Filiale noch im Bau. Dasselbe gilt auch für die Villa aus GTA: Vice City: Hier ist ein Flügel des Gebäudes sowie der Garten noch nicht fertiggestellt. Die Stadt ist, wie üblich in der Serie, zunächst nicht komplett freigeschaltet.
Im Vergleich zum direkten Vorgänger GTA: Liberty City Stories sind einige neue Fahrzeuge vorhanden, wie Helikopter, Jet-Skis und BMX-Bikes. Zudem kann der Spieler in den Verstecken besondere Fahrzeuge direkt kaufen, wie z. B. ein kugelsicheres Motorrad oder einen Hubschrauber. Wie bei GTA: Vice City, das in derselben Stadt spielt, sind keine Schienenfahrzeuge vorhanden.

## Besetzung
- Dorian Missick als Victor „Vic“ Vance (Spielfigur)
- Philip Michael Thomas als Lance Vance
- Danny Trejo als Umberto Robina
- Luis Guzmán als Ricardo Diaz
- Gary Busey als Phil Cassidy
- Phil Collins als er selbst

Im Soundtrack befinden sich ein paar Songs von und mit Phil Collins. Das Lied In the Air Tonight ist in kompletter Länge als ein Live-Auftritt im Spiel vorhanden. Der Auftritt entspricht in der Darbietung den echten Auftritten Collins’. Er selbst ist auch in einigen Missionen vorhanden. Daher leiht er seiner Figur die eigene Stimme.
Alle anderen aufgezeigten Sprecher, bis auf Dorian Missick als Victor „Vic“ Vance, sind mit ihren Rollen bereits in GTA: Vice City aufgetreten.

## Radiosender
Der Soundtrack wird wie in allen anderen GTA-Teilen in Form von Radiosender wiedergegeben, dabei sind es die fast gleichen Radiosender wie in GTA: Vice City. Dazu kommen aber noch drei weitere neue Radiosender (Fresh 105 FM, Paradise FM, VCFL), die zwei Jahre später in der Spielhandlung von GTA: VC nicht mehr existieren bzw. ersetzt wurden.
Es werden wie im Vorgänger GTA: VC Lieder aus den 80ern gespielt.
- V-Rock (Heavy Metal, Hard Rock): u. a. Dio, Kiss, Accept, Scorpions, Ratt, Judas Priest, Mötley Crüe, Quiet Riot; Moderatoren: Couzin Ed und Lazlow
- Flash FM (Pop): u. a. Laura Branigan, Philip Bailey & Phil Collins, Pat Benatar, Nik Kershaw, Talk Talk, Genesis; mit Teri und Toni
- Emotion 98.3 (Balladen): u. a. Toto, Foreigner, Pat Benatar, Phil Collins, Roxy Music; moderiert von Lionel Makepeace
- Fresh 105 FM (Old-School-Hip-Hop, Electro): u. a. Afrika Bambaataa & the Soulsonic Force, Run-D.M.C., Egyptian Lover, Man Parrish, The Art of Noise, Whodini; DJ: Luke
- Paradise FM (Disco): u. a. Jackie Moore, Thelma Houston, Sister Sledge, Donald Byrd; kein Moderator, lediglich eine weibliche Station-Voice
- Radio Espantoso (Latin Jazz): u. a. Héctor Lavoe, Willie Colón, Celia Cruz, und Johnny Pacheco; Moderator: Hector Hernandez
- VCFL (Vice City for Lovers) (Soul): u. a. Marvin Gaye, Earth, Wind and Fire, Hot Chocolate, Rick James; moderiert von Tina Jane
- Wave 103 (New Wave, Synthiepop): u. a. Human League, Depeche Mode, Blondie, Frankie Goes to Hollywood, ABC, New Order, The Cure, Yazoo; DJs: Trish Camden und Adam First
- VCPR (Vice City Public Radio) (Talk-Sender): ein Sender mit Talk- und Diskussionsrunden zu unterschiedlichen Themen sowie mit ein paar alten Hörspielen.